# Massacre de Outubro
Massacre de Outubro ou Massacre de Outubro Negro é o nome dado à repressão sangrenta realizada na Bolívia em outubro de 2003, no contexto das turbulências sociais geradas após o anúncio de uma série de medidas propostas pelo Governo do Presidente Gonzalo Sánchez de Lozada, que autorizou a intervenção militar contra ações realizadas por civis durante os eventos da chamada Guerra do Gás, que provocaram a morte de pelo menos 63 pessoas e culminaram na renúncia de Sánchez de Lozada. A principal questão do conflito foi a decisão de exportar gás através dos portos chilenos em um momento em que a cobertura da rede de gás na Bolívia era mínima e não havia uma política clara de gerenciamento de recursos. A cidade de El Alto foi o local onde a intervenção militar, respaldada pelo Decreto Supremo nº 27209 de 11 de outubro de 2003, produziu mais vítimas. Nos dias anteriores, tal como La Paz, a cidade já havia sido fortemente militarizada.

## Ação judicial
Em 18 de maio de 2009, o Supremo Tribunal de Justiça da Bolívia iniciou o julgamento contra Sánchez de Lozada, que foi acusado de genocídio. O julgamento foi realizado em Sucre, capital do país e sede do poder judiciário. Além do ex-presidente, dezessete pessoas foram acusadas, incluindo onze ministros e cinco ex-chefes militares.
O Ministério Público apresentou 328 testemunhos e cerca de 4900 evidências durante as audiências realizadas, nas quais, juntamente com o Ministério Público, a Associação de Direitos Humanos e a Associação de Vítimas, constituíram a parte acusadora.
Em 2011, após um julgamento no qual nem todos os réus compareceram, o Tribunal de Justiça considerou culpado os ex-ministros Erick Reyes Villa e Adalberto Kuajara, que haviam permanecido no país e se submeteram ao julgamento. Ao contrário de outros ministros e autoridades acusadas, a pena foi estabelecida em três anos de prisão.
Também foi determinada a condenação de cinco ex-chefes militares: Roberto Claros, Juan Véliz, Osvaldo Quiroga, Luis Aranda e Gonzalo Rocabado, com sentenças entre dez e quinze anos de prisão. Igualmente foi determinado o pagamento de indenização às vítimas. Em 2014, dois dos militares acusados apresentaram uma apelação ao processo e seu resultado para a ONU que foi desestimado.
Como parte do processo, foi solicitada aos Estados Unidos a extradição de Sánchez de Lozada, que foi rejeitada em 2011. Uma segunda petição foi aceita em 2016.